# Bakerloo
I Bakerloo erano un gruppo musicale blues rock e progressive rock di Birmingham.

## Storia
La band si forma nel 1968 come "Bakerloo Blues Line"', con Clem Clempson (chitarra, tastiere, voce), Terry Poole (basso) e Keith Baker (batteria).
Il gruppo produsse un solo album, Bakerloo, nel 1969, prima dello scioglimento.
Clempson andò a suonare con i Colosseum, e continuò con i Greenslade e gli Humble Pie. Gli altri due rimarranno insieme nei May Blitz. In seguito, il bassista suonerà con Graham Bond, mentre Baker entrerà a far parte degli Uriah Heep.

## Discografia
- Bakerloo (1969)

## Formazione
- Clem Clempson, chitarra, voce
- Terry Poole, basso
- Keith Baker, batteria